# Jiri Liptak
Jiri Liptak   (Brno, 30 de març de 1982) és un tirador olímpic txec especialitzat en la prova de Fossa olímpica. Ha participat en 2 edicions dels Jocs Olímpics, guanyant 1 medalla d'or en els Jocs Olímpics de Tòquio de 2020. Aquesta final la va disputar contra el seu compatriota David Kostelecky, esdevenint així la primera vegada que dos esportistes de la República Txeca, aconseguien guanyar la medalla d'or i de plata en una mateixa prova. Era la 2a vegada a la història, després que passés en la prova d'halterofília en els Jocs Olímpics de Los Angeles de 1932, tot i que en aquella ocasió els dos esportistes representaven a Txecoslovàquia. A més ha guanyat 1 medalla de plata i 2 de bronze en el Campionat del Món i 2 medalles d'or, 2 de plata i 2 de bronze en el Campionat d'Europa.

## Trajectòria professional
| Jocs Olímpics      | Jocs Olímpics | Jocs Olímpics | Jocs Olímpics       |
| Any                | Seu           | Posició       | Prova               |
| ------------------ | ------------- | ------------- | ------------------- |
| 2012               | Londres       | 18a posició   | Fossa               |
| 2020               | Tòquio        | 1             | Fossa               |
| Campionat del Món  |               |               |                     |
| 2005               | Lonato        | 63a posició   | Fossa               |
| 2006               | Zagreb        | 63a posició   | Fossa               |
| 2007               | Nicòsia       | 27a posició   | Fossa               |
| 2009               | Maribor       | 36a posició   | Fossa               |
| 2010               | Múnic         | 3             | Fossa               |
| 2011               | Belgrad       | 32a posició   | Fossa               |
| 2013               | Lima          | 28a posició   | Fossa               |
| 2014               | Granada       | 4a posició    | Fossa               |
| 2015               | Lonato        | 40a posició   | Fossa               |
| 2017               | Moscou        | 3             | Fossa               |
| 2018               | Changwon      | 13a posició   | Fossa               |
| 2019               | Lonato        | 44a posició   | Fossa               |
| 2022               | Osijek        | 54a posició   | Fossa               |
| 2022               | Osijek        | 2             | Fossa Equip masculí |
| 2023               | Bakú          | 7a posició    | Fossa               |
| Jocs Europeus      |               |               |                     |
| 2015               | Bakú          | 22a posició   | Fossa               |
| 2019               | Minsk         | 4a posició    | Fossa               |
| 2019               | Minsk         | 8a posició    | Fossa Equip mixt    |
| 2023               | Cracòvia      | 7a posició    | Fossa Equip masculí |
| Campionat d'Europa |               |               |                     |
| 2003               | Brno          | 40a posició   | Fossa               |
| 2008               | Nicòsia       | 3             | Fossa               |
| 2009               | Osijek        | 7a posició    | Fossa               |
| 2010               | Kazan         | 5a posició    | Fossa               |
| 2011               | Belgrad       | 17a posició   | Fossa               |
| 2012               | Làrnaca       | 2             | Fossa               |
| 2013               | Suhl          | 7a posició    | Fossa               |
| 2014               | Sarlospuszta  | 36a posició   | Fossa               |
| 2015               | Maribor       | 13a posició   | Fossa               |
| 2016               | Lonato        | 6a posició    | Fossa               |
| 2017               | Bakú          | 7a posició    | Fossa               |
| 2018               | Leobersdorf   | 3             | Fossa               |
| 2019               | Lonato        | 1             | Fossa               |
| 2021               | Osijek        | 2             | Fossa               |
| 2021               | Osijek        | 4a posició    | Fossa Equip masculí |
| 2022               | Làrnaca       | 1             | Fossa               |
| 2022               | Làrnaca       | 7a posició    | Fossa Equip masculí |